# Caudal regularizado
El Caudal regularizado es la determinación de la capacidad reguladora de un embalse.

## Características
Uno de los problemas típicos que se debe resolver es: Determinar el volumen útil (Vútil) necesario de un embalse, en un río determinado, con su régimen de caudales específico (Qrío(t)), que garantice, con una probabilidad establecida (P%), el caudal necesario para un determinado uso (Qútil).

Vtotal = Vútil + Vmuerto

Vmuerto es función de las características topográficas del lugar donde se sitúa el embalse con relación al lugar donde se dará el uso del agua, no depende del régimen hídrico del río.

Con relación al caudal del río hay dos posibilidades:
- Qrío = Constante

En este caso tenemos a su vez dos sub-casos
- - Qrío - Qecol > Qútil: Se puede retirar el agua del río sin necesidad de embalse.

Donde: Qecol = Caudal ecológico
- - Qrío - Qecol < Qútil: Hay que buscar otras fuentes de agua o limitar la demanda al caudal disponible, que será: Qdisp = Qrío - Qecol

- Qrío = variable en función del tiempo --> Qrío =  Qrío(t)

En este caso también tenemos tres casos, como ejemplo ilustrativo consideraremos un período de compensación de un año, y para los caudales medios mensuales del río. El volumen anual disponible (Va-disp) será:
- Datos: Q5758895